# Comprendium
Die Comprendium Financial Services Gruppe ist ein banken- und herstellerunabhängiges Leasingunternehmen. Sie ist in den Bereichen Informations- und Telekommunikationstechnologie, Anlagen und Maschinen, Medizin- und Labortechnik sowie im Leasing von Marken und Patenten und im Factoring tätig. Comprendium beschäftigt etwa 100 Mitarbeiter in Deutschland, Österreich, Frankreich und der Schweiz. Das Unternehmen firmiert in Deutschland unter Comprendium Structured Financing GmbH.

## Geschichte
1979 wurde die Comdisco Deutschland GmbH und Comdisco Schweiz S.A. gegründet. Danach entwickelte sich das Unternehmen im Bereich IT-Leasing weiter und war 1990 größte herstellerunabhängige Leasing-Gesellschaft für IT-Equipment.
2002 wurde die Holding Comprendium Investment S.A. (Schweiz) gegründet, welche die Comdisco Schweiz übernahm. Das Unternehmen firmierte unter Comprendium Finance SA. Anschließend wurde im April 2003 auch die Comdisco Deutschland GmbH an die Comprendium Investment Deutschland GmbH, einer Tochter der Comprendium Investment SA Schweiz, verkauft und zum Teil der Comprendium Financial Services Gruppe.
Comprendium erweiterte anschließend seine Tätigkeit im IT-Leasing um zusätzliche Services und Dienstleistungen auf dem Gebiet Asset-Life-Cycle-Management für Unternehmen und öffentliche Hand.
Im Februar 2009 wurde John W Boo Geschäftsführer der Comprendium Financial Services Gruppe. Im Mai 2006 übernahm Comprendium den französischen Finanzierungsanbieter IT-Advance. Das Unternehmen firmierte in Frankreich fortan unter Comprendium France SAS in Paris.
Seit 2005 ist Comprendium nicht nur im Mobilienleasing tätig, sondern ist auch in die Finanzierung von immateriellen Wirtschaftsgütern wie Marken, Patente und Lizenzen sowie in das Factoringgeschäft eingestiegen.
Comprendium ist Mitglied im Bundesverband Deutscher Leasing-Unternehmen.